# Simfonia núm. 4 (Rangström)
La Simfonia núm. 4 Invocatio, Improvisacions simfòniques per a orquestra i orgue, en re menor, va ser composta per Ture Rangström entre 1933 i 1936. Es va estrenar el 20 de novembre de 1936 amb el mateix compositor dirigint l'Orquestra de la Societat de Concerts d'Estocolm. És la seva darrera simfonia. Està dedicada al compositor i director Eric Westberg i la seva dona, Inga.
La base d'aquest treball estava formada per una obra per a orgue sol: Invocatio, que va ser acabada el 20 d'agost de 1933, i que, segons el compositor, requeria una revisió. Aquesta composició finalment passaria a ser el primer moviment de la simfonia, no sense abans passar per un llarg procés de preparació interna, amb esbossos preliminars. Aquest procés va durar tres anys fins que, entre el 4 i el 22 de setembre de 1936, es va completar la partitura definitiva de tota la simfonia a una velocitat sostinguda. La part d'orgue va quedar diluïda en el fons de la simfonia. Finalment, la simfonia va quedar acabada el 13 de novembre de 1936.
Quan es va estrenar el 20 de novembre de 1936, l'obra encara es titulava "Improvisacions simfòniques" i la designació més definitiva, "Simfonia núm. 4", no arribaria fins a la interpretació d'una versió abreujada el 1943. El també compositor Kurt Atterberg va pensar que era massa llarga i li va aconsellar que esborrés la secció mitjana. Rangström va seguir aquest consell i només aleshores va donar a l'obra el seu nom actual i l'estatus de quarta simfonia. Aquesta versió curta, sense Recitativo ed ariosa, es va estrenar el novembre de 1943. Quan l'obra va tornar a aparèixer els anys 70, en aquest cas amb Sergiu Comissiona i l'Orquestra Simfònica de Göteborg, la simfonia es va veure massa curta per culpa de l'escurçament i es va restaurar el moviment mitjà.

## Música
La simfonia, amb el seu afegit, gairebé no s'assembla a una improvisació. El que crida l'atenció immediatament és la interpretació tranquil·la de la part de l'orgue en el seu conjunt. Rangström va escriure música lenta i no massa tècnica per a l'⁣instrument musical i ho va fer per al registre una mica més alt. Això al seu torn significa que l'instrument no destaca dins de l'orquestra. Té un solo aquí i allà, però es barreja amb la instrumentació general.

### Moviments
1. Preludi: Largo pesante; una passacaglia senyorial de 2 minuts i mig;
2. Alla toccata, Allegro, arrabbiato (3 minuts)
3. Intermezzo (sotto voce), Allegretto malincanico (5 minuts)
4. Recitativo ed arioso, Andante, lento ed adagio (15 minuts)
5. Finale, presto i largo maestoso (6 minuts).

La música es pot dir romàntica i conté Sturm und Drangmuziek, el sobrenom del compositor era Sturm und Drangström.

### Orquestració
- 3 flautes, inclòs 1 piccolo, 2 oboès, inclòs 1 corn anglès, 2 clarinets, inclòs 1 clarinet baix, 2 fagots⁣;
- 4 trompes, 3 trompetes, 3 trombons, 1 tuba⁣;
- 1 joc de timbales, 2 músics de percussió (gran caixa, bombo, tam-tam, triangle, xilòfon, plats, piano i orgue);
- violins, violes, violoncels i contrabaix.

El compositor va deixar l'opció de tocar l'obra sense orgue. L'orgue de la part 4 pot ser substituït per un piano de cua⁣; si aquest tampoc no és present, l'orquestra pot omplir la veu que falta.

## Discografia
- Caprice]: Joeri Ahronovitsj amb l'⁣Orquestra Filharmònica d'Estocolm, un enregistrament de 1987
- CPO⁣: Michail Jurowski amb la Norrköpings Symfoniorkester, el solista Mark Fahlsjö, un enregistrament de 1996